# Tボーンステーキ
| Tボーンステーキ（焼く前） |  | Tボーンステーキ |
| Tボーンステーキ（焼く前） |  | Tボーンステーキ |

Tボーンを含むショートロインの部位

Tボーンステーキ（てぃーボーンステーキ、英語: T-bone steak）はビーフステーキの1種。骨付きのステーキであり、切断面の骨がT字形をしていることから、Tボーンと呼ばれる。
牛の腰、ショートロインと呼ばれる部位は赤身肉が取れることで評価が高い。このショートロインの中で骨に切り込みを入れるように切り取ったものを牛の頭に近いほうから、Lボーン、Tボーンと呼び、牛の臀部に近いほうをポーターハウスと分類する。これらの特徴は骨を挟んでフィレとサーロインの両方を食べられることである。Lボーンは骨がL字形をしていると共にサーロインの部位のほうが多く、骨がT字形でもフィレの部分が3分の1以上を占めるとポーターハウスと分類される。
ピーター・ルーガー・ステーキハウスがTボーンステーキを最初に販売した店だとされる。
田辺晋太郎は「初めて行く店でTボーンステーキを注文するのは避けたほうが良い」と主張する。これは上述のようにTボーンにはサーロインとフィレの両方が含まれるわけであるが、肉質が異なる両者に同じように火を通すには高い技量が必要となってくるためである。また、食べるほうもナイフの入れかた、牛肉の繊維を断つように切るか、沿って切るかで噛み心地が変わるので、自分の好みに合わせてナイフを入れる必要があることを指摘している。